# Crocodile (2000)
Crocodile ist ein US-amerikanischer Tierhorrorfilm von Tobe Hooper, der im Jahr 2000 veröffentlicht wurde. Ein riesiges Krokodil nimmt Rache für die Zerstörung seiner Eier.

## Handlung
Zwei Hobbyangler stoßen des Nachts auf ein Krokodilgelege am Ufer und zerstören respektlos die Eier. Das Muttertier lässt sie nicht ungestraft davonkommen und zerfleischt beide gnadenlos. Auch eine Gruppe Jugendlicher verbringt das Wochenende am See. Nach durchzechter Partynacht wird einer von ihnen, Hubs, unbemerkt von den anderen samt Bootssteg von der Bestie verschlungen. Am nächsten Morgen steckt die Clique mit Motorschaden im Schlick fest. Sie wurden in die Uferzone abgetrieben, weil das Reptil die Leine zum Bootssteg durchtrennte. Das Krokodil beginnt das Hausboot der Partyfreunde zu rammen, so dass es vor ihren Augen zusammenbricht. Die Nerven liegen blank. Die Rückreise muss nun per pedes durch sumpfiges Gebiet erfolgen. Aber auch hier lauert die acht Meter lange Bestie ihnen auf. In der Gegend erzählt man sich die Geschichte von Flat dog, einem Riesenkrokodil, das schon so manchen Bewohner verschlang, um sich für die Zerstörung seines Geleges zu rächen.
Ein Gemischtwarenladen, in dem sich alle Rettung erhoffen, bietet auch keinen Schutz vor dem Raubtier. Schnell hat es die hölzernen Wände durchbrochen. Einer nach dem anderen muss sein Leben lassen. Die Verletzungen der Überlebenden erschweren das Fortkommen. Während einer Rast entdecken sie ein Krokodilei, das Hubs als Streich in Claires Rucksack tat. Durch den Geruch wird das Krokodil angelockt. Claire, durch ihren weiblichen Instinkt geleitet, hält ihm das Ei vor die Nase. In diesem Augenblick beginnt das Jungtier zu schlüpfen. Der Schutztrieb des Krokodils lässt seine Aggression schwinden. Es nimmt den Junior behutsam in sein Maul und trägt ihn zum Gewässer. Duncan, Claire und Brady schauen ihm nach.

## Hintergrund
Das Budget des Films, der vom 26. Juli bis zum 25. September 1999, in Santa Clarita, Los Angeles und Mexiko gedreht wurde, wird auf 2,8 Mio. Dollar geschätzt. Dem Publikum wurde der Horrorfilm hauptsächlich durch Videoverkauf und -verleih zugänglich. Lediglich in den Niederlanden kam er in die Kinos. Bereits ein Jahr nach Erscheinen wurde die Fortsetzung Crocodile II veröffentlicht.
Die Hündin Princess wurde von einem Rüden namens Miles gespielt. Das Krokodil war teils computeranimiert – stellenweise kam eine Attrappe zum Einsatz.

## Filmmusik
- Anywhere – Station Victoria
- Takes you alive – Station Victoria
- Emotional Wheel – Ripe 5
- Lucky Day – Ripe 5
- Why – Alice in the field
- One of those days – Trim
- Together – Shine

## Kritiken
„Mit effektvoll-makabrem Horror wie ‚Blutgericht in Texas‘ (1974) oder ‚Poltergeist‘ (1982) erlangte Tobe Hooper Kultstatus, mit Müll wie ‚Fire Syndrome‘ (1989) verspielte er seinen Ruf. Dieser Verschnitt aus gängigem Teenhorror und Monstertrash zeigt, dass Hooper immerhin noch als Routinier taugt.“